# Charles Shyer
Charles Richard Shyer, född 11 oktober 1941 i Los Angeles, Kalifornien, död 27 december 2024, var en amerikansk filmregissör, manusförfattare och filmproducent.

## Filmografi (urval)
- 1977 – Nu blåser vi snuten (manus)
- 1980 – Tjejen som gjorde lumpen (manus)
- 1986 – Jumpin' Jack Flash (manus)
- 1987 – Baby Boom (manus och regi)
- 1991 – Brudens far (manus och regi)
- 1994 – I Love Trouble (manus och regi)
- 1995 – Brudens far 2 (manus och regi)
- 1998 – Föräldrafällan (manus)
- 2001 – Farlig intrig (regi och produktion)
- 2004 – Alfie (manus, regi och produktion)